# 青龙镇 (大余县)
青龙镇，是中华人民共和国江西省赣州市大余县下辖的一个乡镇级行政单位。

## 行政区划
青龙镇下辖以下地区：
青龙村、平岗村、赤江村、双联村、河南村、二塘村、同盟村、联合村、元龙村、九龙村和长里村。